# Lensia meteori
Lensia meteori är en nässeldjursart som först beskrevs av Eugène Leloup 1934.  Lensia meteori ingår i släktet Lensia och familjen Diphyidae. Inga underarter finns listade i Catalogue of Life.